# Schroef van Archimedes

Animatie van de schroef van Archimedes

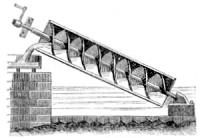
Schroef van Archimedes

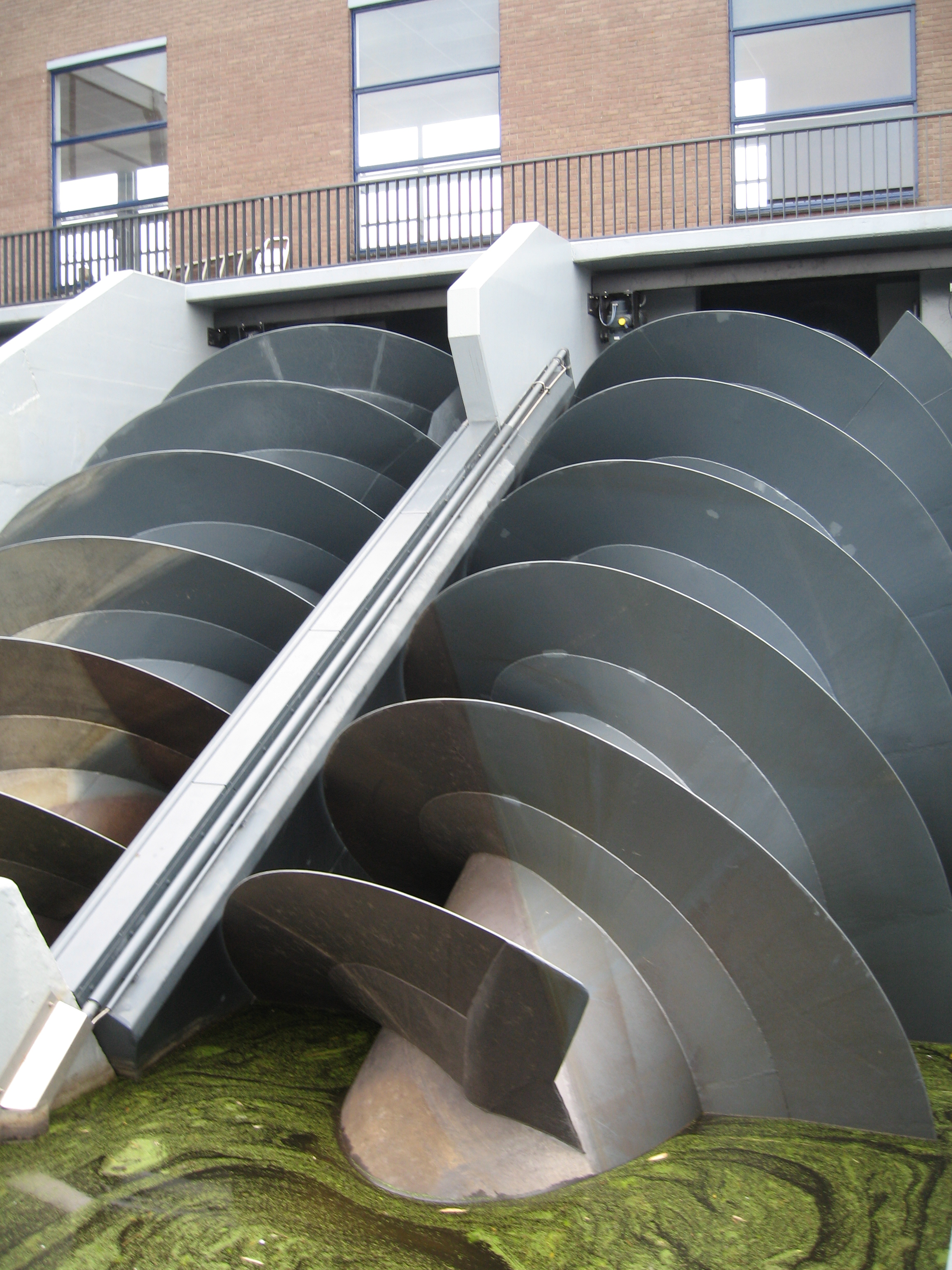
Gemaal met vijzels bij Kinderdijk.

De schroef van Archimedes (ook wel waterschroef, wormschroef, opvoerschroef ofwel vijzelpomp genoemd) is een uitvinding van Archimedes waarmee vloeistoffen, slurries of poeders kunnen worden getransporteerd. In een buis is een spiraalvormige schroef concentrisch in lagers opgehangen. De verplaatsing is het gevolg van de draaiende beweging van de spiraalvormige schroef binnenin de buis. Het transport gebeurt meestal opwaarts, maar ook toepassingen voor horizontaal transport bestaan, bijvoorbeeld voor het kleitransport in de strengpers.
Voor het verpompen van vloeistoffen heeft de schroef een speciale vorm, zodat de vloeistof in een ronde omgang van de schroef niet kan teruglopen naar beneden. Deze vorm, in combinatie met de schuine stand van de schroef, zorgt ervoor dat het water in losse pakketjes omhoog wordt getransporteerd. Door het gewicht van het water in de buis kan de molen niet lang zijn. Daardoor heeft de schroef een kleine opvoerhoogte, dit in tegenstelling tot een vijzel. Een vijzel heeft geen buis, maar alleen aan de onderkant een ronde opvoergang.
Op de tekening is een handbediende tonmolen te zien. Bij een tjasker (een eenvoudige poldermolen) is op de plek van de slinger een wiekenkruis aangebracht.
Grotere poldermolens en veel poldergemalen hebben als wateropvoerwerktuig een grotere aangepaste variant van de schroef van Archimedes, een zogenaamde vijzel, waarbij alleen de spiraalvormige schroef ronddraait in een halfcirkelvormige, stilstaande kuip, de vijzelkom.
De schroef van Archimedes was ook de inspiratie voor de scheepsschroef.

## Voor- en nadelen
Voordelen:
- Gesloten systeem
- Lange levensduur
- Goede doseermogelijkheid
- Compacte bouw
- Stortgoed horizontaal, verticaal en alles wat ertussen zit
- Goed reinigbaar, wanneer hierop ingespeeld wordt
- Eenvoudige constructie
- Geen kogellagers in de productstroom
- Degelijke robuuste uitvoering
- Rechtstreeks onder een silo te plaatsen
- Zachte behandeling van het medium (belangrijk voor afvalwater)

Nadelen:
- Lichte beschadiging van het product mogelijk
- Er blijft altijd restproduct achter (aankleving/scaling)
- Uitsluitend toepasbaar over rechte lijnen (niet flexibel)
- Hoog aandrijfvermogen nodig